# Liberty (Karolina Północna)
Liberty – miasto w Stanach Zjednoczonych, w stanie Karolina Północna, w hrabstwie Randolph.